# Susanna Liew
Susanna Liew és una dona malaia que protesta en contra del segrest i la desaparició del seu marit a Malàisia. L'any 2020 va presentar una demanda als oficials sèniors per fracassar en l'intent de dur a terme una investigació al respecte i un mes més tard va ser distingida pel Secretari d'Estat dels Estats Units amb el Premi Internacional Dona Coratge per la seva lluita.

## Biografia
Liew era directora d'una escola i el seu marit, Raymond Koh, era un pastor a Malàisia. El 2004 van fundar la Hope Community (Comunitat d'Esperança) per ajudar els pobres.
Al 2017, el cotxe del seu marit va ser envoltat per cotxes i el que va resultar ser una banda professional el va segrestar. Una càmera de seguretat mostra set vehicles implicats i dos ciclomotors que van aconseguir tallar la carretera durant els 40 segons que va durar el segrest. No ha estat vist de llavors ençà (a data de febrer de 2020).
Liew ha estat demanat als oficials malais que l'informessin de les seves investigacions de forma tenaç i continuada. Malgrat que un alt oficial ha prohibit als seus subordinats parlar als mitjans de comunicació sobre el cas, ella segueix demanant-ho. Pregunta sobre el seu marit però també sobre altres desapareguts de minories religioses. Altres casos pels quals ha fet campanya inclouen la parella cristiana desapareguda Ruth Sitepu i Joshua Hilmy o Amri Che Mat.
Al febrer de 2020 va anunciar que demandaria alts càrrecs de renom de Malàisia. El cas no podia esperar gaire més ja que havien passat uns 3 anys des del segrest i, passat aquest temps, el cas seria considerat massa vell.
El 4 de març de 2020 va ser reconeguda pel Secretari d'Estat dels Estats Units com una Dona Coratge per la seva posició contra les autoritats i "en favor dels seus drets com a malais".